# Industrial Toys
Industrial Toys — американський розробник мобільних ігор зі штаб-квартирою в Пасадені, Каліфорнія. Компанія випустила свою першу гру Midnight Star на початку 2015 року. У липні 2018 року компанію придбали Electronic Arts.

## Історія
На початку 2012 року засновники Алекс Серопіан, Тім Харріс та Брент Піз створили компанію, виходячи з того, що для геймерів недостатньо хороших мобільних ігор. Після заснування Wideload Games майже десять років тому, а потім приєднання до Disney Interactive як керівника відділу розробки ігор протягом декількох років, Серопіан зараз заснував компанію під назвою Industrial Toys. Разом з "крутими художниками з колишніх Marvel та DC", як каже президент Тім Харріс (колишній співробітник Seven Lights), Серопіан та інші члени компанії планують створювати хардкорні ігри для мобільних платформ. "Ми збираємося заглибитися в історію, спільноту і всілякі ботанічні штучки", — каже Харріс."
Разом з інженером Майком Декуккоком команда розпочала роботу над своєю першою грою «Midnight Star» у січні 2012 року. Друга частина гри, «Midnight Star: Renegade», вийшла в серпні 2016 року.

## Ігри
| Рік  | Дата релізу      | Назва                   | Видавництво     | Жанр                     | Платформа |
| ---- | ---------------- | ----------------------- | --------------- | ------------------------ | --------- |
| 2015 | Лютий 5, 2015    | Midnight Star           | Industrial Toys | Шутер від першої персони | iOS       |
| 2016 | Серпень 11, 2016 | Midnight Star: Renegade | Industrial Toys | Шутер від першої персони | iOS       |
| 2022 | TBA              | Battlefield Mobile      | Electronic Arts | Шутер від першої персони | TBA       |